# Saison 4 de Damages
Chronologie
Saison 3 Saison 5
Cet article présente le guide des épisodes de la quatrième saison de la série télévisée Damages.

## Généralités
La saison 4 est faite sur le même concept que les trois saisons précédentes : l'intrigue principale se déroule dans le passé et le récit de cette intrigue est entrecoupé de flashforwards révélant la situation des personnages trois mois plus tard.
Entre la fin de la saison 3 et le début de la saison 4, trois ans se sont écoulés.
Comme toutes les autres saisons, l'intrigue se base sur une affaire réelle, ici l'affaire de la compagnie militaire privée Blackwater.

## Distribution

### Acteurs principaux
- Rose Byrne (VF : Chantal Macé) : Ellen Parsons
- Glenn Close (VF : Évelyne Séléna) : Patricia « Patty » C. Hewes
- John Goodman (VF : Jacques Frantz) : Howard T. Erickson
- Dylan Baker (VF : Jean-François Vlérick) : Gerald « Jerry » Boorman

### Acteurs récurrents
- Michael Nouri (VF : Guy Chapellier) : Phil Grey
- Chris Messina (VF : Nessym Guétat) : Chris Sanchez
- Bailey Chase (VF : Denis Laustriat) : Sean Everett
- Judd Hirsch (VF : Jean-Pierre Moulin) : William Herndon
- Zachary Booth (VF : Julien Bouanich) : Michael Hewes
- Li Jun Li (VF : Adeline Chetail) : Maggie Huang

## Épisodes

### Épisode 1:Dommages de guerre
- États-Unis : 13 juillet 2011 sur Audience Network
- France : 
  - 2 février 2012 sur Canal+
  - 14 mai 2014 sur M6[1]
- Suisse : inédit
- Québec : inédit

- États-Unis : 1 million de téléspectateurs[2]

Trois ans ont passé depuis la discussion à la villa de Patty. Ellen travaille désormais dans un cabinet d'avocats où elle ne parvient pas à monter un dossier par elle-même mais elle a une piste avec High Star Security, une société militaire privée quasi-intouchable ; mais quand Ellen retrouve un camarade de lycée, Chris Sanchez, ancien engagé chez High Star détruit par sa dernière mission, elle veut tenter un procès. Patty le lui déconseille.
La grande avocate, de son côté, gère toujours ses affaires d'une main de fer, dont une affaire impliquant une société pharmaceutique française ayant mené une campagne de tests douteuse, tout en étant une grand-mère très stricte pour sa petite-fille, Catherine, la fille de Michael, qui a disparu depuis la naissance de son enfant. Trop occupée, Patty ne veut rien lâcher pour trouver la nurse idéale — les candidates sont nombreuses. Finalement, elle engage Huntley, devenu détective privé, pour retrouver Michael.

### Épisode 2:Ingratitudes
- États-Unis : 20 juillet 2011 sur Audience Network
- France : 
  - 9 février 2012 sur Canal+
  - 14 mai 2014 sur M6[1]

Ellen reste déterminée à poursuivre High Star en justice, mais son cabinet l'abandonne après lui avoir annoncé que le cas était accepté ; devant la lâcheté de ses employeurs, elle pense poursuivre le dossier seule, mais Patty la convainc qu'il s'agit d'une idée qui pourrait ruiner sa carrière et mettre sa vie en danger. Ellen pourrait utiliser les ressources du cabinet Hewes, cependant elle se refuse à être à nouveau redevable envers Patty.
Il faudra qu'Ellen se fasse violemment interpeller dans la rue pour que Patty lui propose finalement d'elle-même son aide.
Erickson et Boorman, inquiets des relations de Chris Sanchez avec l'avocate Ellen Parsons, cherchent un moyen pour le faire taire, d'autant qu'il est totalement paniqué depuis l'explosion du bureau de son psychiatre. Peu après, il est pris pour cible dans la rue, et Boorman retrouve l'homme responsable : un afghan envoyé par un mullah pour éliminer le soldat américain qui a tué son frère. Sanchez repart aussitôt en Afghanistan pour régler cette affaire, abandonnant Ellen.

### Épisode 3:Manque de loyauté
- États-Unis : 27 juillet 2011 sur Audience Network
- France : 
  - 16 février 2012 sur Canal+
  - 21 mai 2014 sur M6[1]

Résolu à mener le dossier jusqu'au bout, Ellen, grâce aux moyens du cabinet Hewes, parvient à obtenir un interrogatoire de Chris en vidéo-conférence devant un juge. Elle demande aussi à Patty de rencontrer Erickson à sa place. Savoir Patty Hewes impliquée même de loin dans l'affaire inquiète grandement Erickson, mais Boorman se veut plus pragmatique.
En attendant l'interrogatoire, Chris et Patty mènent leurs enquêtes. Le militaire découvre que la mission qui l'a fait revenir en Afghanistan est pure invention de High Star, et l'avocate retrace le parcours de son fils durant les trois dernières années : après avoir volé une voiture à un ami, il est parti pour Boston retrouver des amis, avant de devenir sans domicile fixe puis trafiquant de drogue dans des boîtes de nuit. Quand elle croit revenir bredouille, elle ignore que son fils est de retour.
Le jour de l'interrogatoire, Ellen ne peut qu'écouter les mensonges de Chris, contraint par son supérieur sous peine de tuer un ami afghan ; après l'interrogatoire, Chris est fait prisonnier et son ami est tué.

### Épisode 4:Paix sur la terre
- États-Unis : 3 août 2011 sur Audience Network
- France : 
  - 23 février 2012 sur Canal+
  - 28 mai 2014 sur M6[1]

Noël approche. Patty met en attente une affaire pour se consacrer à Ellen et au dossier High Star, qui connait un rebondissement : Nasim Marwat, le fils du contact de Chris en Afghanistan, est venu aux États-Unis rencontrer Ellen. Les quelques informations qu'il donne laissent à penser que High Star mène des opérations d'extraction de terroristes afghans ; elles obtiennent aussi un sigle, D.D. Devant la tournure que prend l'affaire, Patty reprend contact avec William Herndon, un avocat destitué du barreau devenu alcoolique mais qui pourrait avoir des contacts à Washington.
Quand Boorman l'apprend, il attend d'Erickson qu'il fasse tout pour obtenir un nom. Ce dernier se refuse à faire torturer un de ses hommes, préférant laisser faire A.C.
Boorman utilise un de ses contacts pour le retrouver de son côté, et y parvient, mais au moment où il le prend en filature, l'avocat de High Star surgit pour lui demander des comptes à propos de l'opération D.D. Devant l'urgence et les risques, Erickson se résout à faire torturer Chris Sanchez pendant qu'il fait un discours dans son église.

### Épisode 5:L'Effet d'une bombe
- États-Unis : 10 août 2011 sur Audience Network
- France : 
  - 1er mars 2012 sur Canal+
  - 28 mai 2014 sur M6[1]

Grâce au témoignage de Nasir et l'extrait de document de la CIA, Patty et Ellen ont de quoi monter un dossier solide. Cette nouvelle inquiète fortement Erickson et Boorman, qui vont chacun de leur côté chercher un moyen d'empêcher le procès, en contactant les bonnes personnes. Patty est quelque peu distraite de l'affaire par les soucis de santé de sa petite-fille, dont les médecins ne parviennent pas à diagnostiquer correctement ce dont elle souffre.

### Épisode 6:Tous les moyens sont bons
- États-Unis : 17 août 2011 sur Audience Network
- France : 
  - 8 mars 2012 sur Canal+
  - 4 juin 2014 sur M6[1]

Nasim est détenu et soupçonné de terrorisme, et se retrouve donc isolé dans sa cellule. Son seul contact humain est un des gardiens, d'origine iranienne.
Ellen est résolue à le faire libérer, mais se sachant observée par la CIA (et Boorman), elle monte un plan avec Herndon : lors d'un faux rendez-vous dans un parc entre Patty et Ellen, l'ex avocat prend des photos des personnes présentes, espérant repérer celui qui les traque. L'étape suivante consiste à montrer les photos à Nasim, mais Boorman sait qu'il doit lui faire quitter le pays. Pour cela, il appelle son contact de la CIA, qui change l'inculpation de terrorisme à immigration illégale, retardant les procédures et barrant le chemin aux avocates, résolues.
Dans leur vie privée, les deux femmes s'interrogent : à peine a-t-elle appris que Catherine n'a rien que Patty vient de voir resurgir Michael, qui veut voir sa fille, et Ellen parle mariage avec Sean, lui rappelant de vieux souvenirs de David.
Boorman prend le risque de rencontrer Nasim en personne pour lui faire comprendre qu'il doit quitter le pays au plus vite sans qu'il ne parle aux avocates. Là, il est reconnu par le gardien de prison, qui en informe aussitôt Ellen Parsons ; elle a un visage mais pas de nom.
Loin de tout cela, Erickson n'hésite pas à faire pression sur un ami proche, en utilisant ses contacts pour envoyer le fils de son ami vers l'Afghanistan, afin qu'il lui cède un terrain. Et à des kilomètres, en Afghanistan, Chris Sanchez est toujours enfermé sans contact humain. Mais Ellen ne l'a pas oublié et veut utiliser un journaliste intéressé par l'action en justice contre High Star pour le retrouver.

### Épisode 7:En quête de révélations
- États-Unis : 24 août 2011 sur Audience Network
- France : 
  - 15 mars 2012 sur Canal+
  - 4 juin 2014 sur M6[1]

Depuis un mois que Chris Sanchez est détenu, Erickson et Boorman s'interrogent sur ce qu'ils doivent prendre comme décision : le faire taire ou le tuer. Ayant encore des doutes, Erickson choisit d'aller voir le détenu en personne en Afghanistan.
De leur côté, Patty et Ellen font tout pour obtenir le nom de l'agent de la CIA qui les espionne (Boorman). Elles font donc appel au contact de Bill Herndon à l'intérieur de la CIA pour obtenir des informations. Cependant, Boorman suspecte qu'il a été repéré et fait tuer le contact. Ellen est désemparée, et Patty ne peut l'aider directement, avec son affaire d'agence pharmaceutique française qu'elle ne peut plus repousser et Michael qui exige de voir sa fille. Ce dernier profite d'ailleurs de l'absence de Patty pour rencontrer sa fille en cachette ; Patty le découvre rapidement.
Finalement, Patty prend le risque de sacrifier son affaire pour celle d'Ellen : elle négocie un arrangement pour obtenir en échange le nom de Boorman, non pas des dossiers de la CIA, mais de la DGSE. Les avocates découvrent également toute l'affaire Dust Devil : des terroristes étaient extradés en secret d'Afghanistan, mais à cause de faux renseignements donnés par Boorman, des innocents ont été torturés et l'opération annulée, toutefois, High Star a continué en secret les extraditions, causant la mort des hommes de Sanchez. Maintenant qu'elle sait tout, Patty tente de négocier avec Boorman, mais il refuse. Elle obtient peu de temps après ce qu'elle voulait vraiment : Boorman choisit de couper les ponts avec Erickson.
En Afghanistan, Erickson rencontre Sanchez, qui refuse de taire et préfère mourir plutôt que de trahir la mémoire de ses hommes. À son retour, Erickson est résolu : Sanchez doit mourir.

### Épisode 8:De l'unité de la guerre
- États-Unis : 31 août 2011 sur Audience Network
- France : 
  - 22 mars 2012 sur Canal+
  - 11 juin 2014 sur M6[1]

### Épisode 9:Convoitises
- États-Unis : 7 septembre 2011 sur Audience Network
- France : 
  - 29 mars 2012 sur Canal+
  - 18 juin 2014 sur M6[1]

Boorman se remémore l'opération qui a coûté la vie aux hommes de Sanchez. Refusant de révéler les véritables raisons de cette mission, il préfère abandonner Erickson et négocier sa sortie avec Patty Hewes en échange de High Star et de tous les détails de la CIA sur Dust Devil. Patty accepte le marché, mais tient à découvrir les secrets de Boorman. Pour cela, elle veut faire enlever le garçon détenu chez Boorman. Erickson les devance.

### Épisode 10:La Victoire à tout prix
- États-Unis : 14 septembre 2011 sur Audience Network
- France : 
  - 5 avril 2012 sur Canal+
  - 25 juin 2014 sur M6[1]

Ellen préfère abandonner les charges pour sauver la vie de Chris, cependant Patty ne compte pas laisser une telle affaire lui échapper. Grâce aux informations de la CIA, Patty comprend que Boorman a agi de son propre chef sur l'opération Dust Devil. Elle met donc au point sa contre-attaque : utiliser la loi pour faire de l'enfant afghan le plaignant. Patty est également prête à mener en parallèle une bataille juridique avec Michael pour la garde de Catherine, l'avocate étant curieuse de voir qui seront les témoins de moralité de son fils.
Ellen se rend donc à son rendez-vous avec Erickson pour leur marché, mais Patty a déjà lancé l'offensive. En conséquence, Erickson annule l'arrangement, avant qu'un autre événement ne vienne tout changer : Boorman a infiltré le camp d'Erickson pour récupérer l'enfant. Plus tard, alors qu'on la mène vers Sanchez, Ellen trouve le corps d'un homme cagoulé et abattu dans un conteneur dans l'entrepôt. En réalité, le corps est celui de Boorman, que Sanchez a abattu après avoir été libéré par l'enfant.
Ce dernier lui a en effet révélé la vérité sur la mort des trois soldats de High Star : Boorman les a tué lui-même parce qu'ils refusaient d'enlever l'enfant pour l'interroger, mais ils ignoraient que cet enfant est le fils que Boorman a eu avec une de ses informatrices.